# Pont de Lézardrieux
Die Pont de Lézardrieux ist eine Straßenbrücke über den Trieux in Lézardrieux im Département Côtes-d’Armor in der Bretagne.

## Lage
Die im Laufe der Zeit mehrfach umgebaute Brücke führt heute die Départementsstraße D 786 über den durch eine starke Gezeitenströmung tief eingeschnittenen Trieux und verbindet damit das weiter östlich gelegene Paimpol über Lézardrieux und Tréguier mit Lannion, dem nächstgelegenen größeren Ort. Vor dem Bau der Pont de Lézardrieux stand in dem etwa 10 km weiter südlich gelegenen Pontrieux die einzige Brücke über den Trieux zwischen Guingamp und dem Meer.

## Geschichte

### Hängebrücke von 1840
Nach jahrelangen Debatten und heftiger Gegenwehr der Fährleute und des Ortes Pontrieux erhielt Marc Seguin 1836 eine Konzession zum Bau und zum Betrieb einer Hängebrücke für 26 Jahre. Sie durfte die Schifffahrt nicht behindern und musste deshalb eine lichte Höhe von 30 m über Niedrigwasser und von 18 m über dem Mittleren Springhochwasser haben. Die 4,20 m breite Brücke hatte hohe, gemauerte Pylone mit an sie anschließenden Mauerwerksbögen für die Verbindungsrampen zu den Hochufern und einen 150 m langen Fahrbahnträger. Sie wurde 1840 eröffnet.

### Hängebrücke von 1889
Nachdem die Brücke den gestiegenen Verkehrslasten nicht mehr gewachsen war und Ermüdungserscheinungen auftraten, wurde ihr Überbau in den Jahren 1882 bis 1889 von Ferdinand Arnodin nach seinem System mit je vier an den Pylonspitzen verankerten Schrägseilen und anschließender Aufhängung mit senkrechten Seilen an den Tragkabeln erneuert. Der Fahrbahnträger wurde auf zwei Fahrspuren verbreitert.

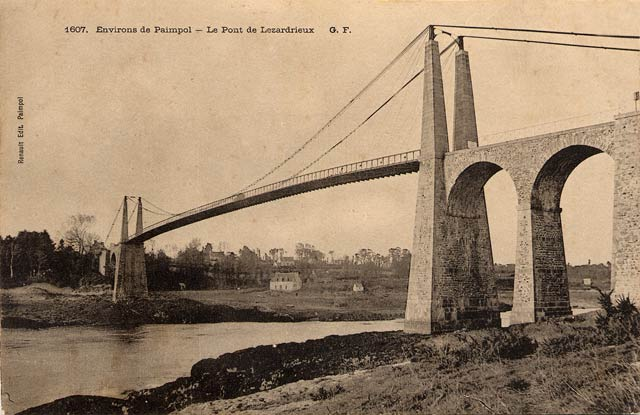
Die von Arnodin erneuerte Brücke
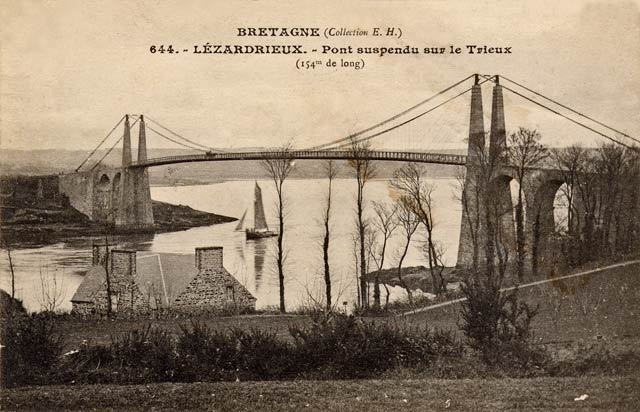
dito
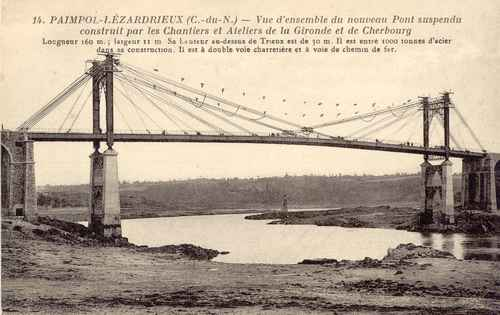
Die von Leinekugel Le Cocq umgebaute Brücke

## Schrägseilbrücke von 1925
Im Zuge der Ausdehnung des Eisenbahnnetzes mit Meterspurstrecken wurde die Brücke in den Jahren 1922 bis 1925 von Gaston Leinekugel Le Cocq nach dem von Albert Gisclard eingeführten und von ihm weiterentwickelten System vollständig umgebaut, sodass sie ein Gleis und daneben zwei Fahrspuren aufnehmen konnte. Dazu wurden neue Pylone mit einem Stahlbetonunterbau und stählernen Pendelstützen etwas näher an die Fahrrinne gebaut, so dass sich die Spannweite auf 112 m reduzierte. Bei laufendem Verkehr wurde das neue Brückendeck abschnittsweise unter dem alten Fahrbahnträger an eine Schrägseilverspannung vom Typ Gisclard eingehängt, bei der die Seile bis in die gegenüberliegende Brückenhälfte reichen und in der Mitte knapp oberhalb der Fahrbahn einen charakteristischen Knoten bilden. Nach der Fertigstellung des neuen Überbaus wurde der alte samt den gemauerten Pylonspitzen entfernt. Von der alten Brücke blieben somit nur die massiven Unterbauten der Pylone und die je zwei Mauerwerksbögen für die Zufahrtsrampen  erhalten, die bei einer späteren Renovierung durch Stahlträger ersetzt wurden.
Als die Strecke der Chemins de fer des Côtes-du-Nord 1950 endgültig stillgelegt wurde, wurde das Gleis auf der Brücke entfernt und zwei asphaltierte Fahrspuren und ein schmaler Gehweg wurden eingebaut. In diesem Zustand wird sie – nach allgemeinen Renovierungsarbeiten in den Jahren 1988 bis 1993 – nach wie vor benutzt.